# Klaus Hornberger
Klaus Hornberger (* 1971 in München) ist ein deutscher Physiker und Hochschullehrer für Theoretische Physik.

## Leben
Nach dem Abitur in München 1992 studierte Hornberger an der Ludwig-Maximilians-Universität Physik. Dabei war er Stipendiat der Studienstiftung des Deutschen Volkes. Das Diplom erlangte er 1997. 2001 wurde Hornberger mit einer Arbeit über "Spectral properties of magnetic edge states" an der Ludwig-Maximilians-Universität promoviert. Es folgte ein Forschungsaufenthalt an der Universität Wien in der Forschungsgruppe von Markus Arndt und Anton Zeilinger. Von 2004 bis 2009 war Hornberger Leiter einer Emmy Noether Forschungsgruppe. 2010 erhielt er einen Ruf als Professor für theoretische Physik an die Universität Duisburg-Essen.

## Werk
Hornberger ist bekannt für seine Arbeiten zur Dekohärenz-Theorie.